# Zakochani są między nami
Zakochani są między nami – polski film obyczajowy z 1964 roku.

## Obsada
- Magdalena Zawadzka – Katarzyna "Kajtek"
- Krzysztof Kalczyński – Maciek
- Maria Nowotarska – Renata, żona lekarza
- Stanisław Jaśkiewicz – lekarz, mąż Renaty
- Lidia Korsakówna – piosenkarka Lidka
- Alicja Wyszyńska – mama Justynki
- Andrzej Jurczak – fotograf Tadek
- Bohdan Łazuka – konferansjer Boguś
- Andrzej Olszański – ratownik
- Justyna Dąbrowska – Justynka
- Arkadiusz Bazak – plażowicz
- Andrzej Kopiczyński – mężczyzna, który poderwał dziewczynę konferansjerowi